# C6orf89
A proteína não caracterizada C6orf89 é uma proteína que em humanos é codificada pelo gene C6orf89.